# Thủy điện Nậm Pông
Thủy điện Nậm Pông là thủy điện xây dựng trên dòng nậm Pông tại vùng đất các xã Châu Hạnh và Châu Phong huyện Quỳ Châu tỉnh Nghệ An, Việt Nam .
Thủy điện Nậm Pông có công suất lắp máy 30 MW với 2 tổ máy, sản lượng điện hàng năm 130 triệu KWh, khởi công tháng 03/2008, hoàn thành tháng 01/2014 .

## Nậm Pông
Nậm Pông là phụ lưu cấp 1 của sông Hiếu, chảy ở huyện Quỳ Châu tỉnh Nghệ An .
Sông bắt nguồn từ hơp lưu các suối ở các xã Diên Lãm, Châu Hoàn và Châu Phong 19°27′34″B 105°0′1″Đ / 19,45944°B 105,00028°Đ, chảy về hướng đông bắc.
Sang xã Châu Hạnh thì đổ vào sông Hiếu 19°33′18″B 105°03′20″Đ / 19,55505°B 105,055663°Đ, từ đó nước chảy đến sông Lam.

## Tác động môi trường dân sinh
Chiều 19/8/2012 tại công trình thủy điện Nậm Pông đã xảy ra một vụ sập đường hầm dẫn nước, làm 2 người chết và 5 người bị thương. Nguyên nhân ban đầu được xác định là trước đó, nhóm công nhân ca trước đã để sót mìn, nên khi nhóm công nhân tiếp ca sau đặt mũi lỗ khoan khác thì bất ngờ mìn phát nổ làm sập đường hầm .